# Hans Hjelm
Hans Hjelm, švedski hokejist, * 16. december 1926, Švedska, † 17. avgust 2006.
Hjelm je vso kariero igral za klub Hammarby IF v švedski ligi, kjer je v sezonah 1944/45 in 1950/51 osvojil naslov švedskega državnega prvaka.
Za švedsko reprezentanco je nastopil na Svetovnem prvenstvu 1947, kjer je osvojil srebrno medaljo. 

## Statistika kariere
Odebeljeno - reprezentančni nastopi, glej tudi Statistika pri hokeju na ledu.
| Moštvo      | Liga         | Sezona |    | Redni del | Redni del | Redni del | Redni del | Redni del | Redni del |   | Končnica | Končnica | Končnica | Končnica | Končnica | Končnica |
| ----------- | ------------ | ------ | -- | --------- | --------- | --------- | --------- | --------- | --------- | - | -------- | -------- | -------- | -------- | -------- | -------- |
| Moštvo      | Liga         | Sezona | OT | G         | P         | T         | +/-       | KM        | OT        | G | P        | T        | +/-      | KM       |          |          |
| Hammarby IF | Švedska liga | 44/45  |    |           | 10        |           | 10        |           |           |   |          |          |          |          |          |          |
| Hammarby IF | Švedska liga | 45/46  |    |           | 11        |           | 11        |           |           |   |          |          |          |          |          |          |
| Hammarby IF | Švedska liga | 46/47  |    |           | 18        |           | 18        |           |           |   |          |          |          |          |          |          |
| Hammarby IF | Švedska liga | 47/48  |    |           | 6         |           | 6         |           |           |   |          |          |          |          |          |          |
| Hammarby IF | Švedska liga | 49/50  |    |           | 4         |           | 4         |           |           |   |          |          |          |          |          |          |
| Hammarby IF | Švedska liga | 50/51  |    |           | 15        |           | 15        |           |           |   |          |          |          |          |          |          |
| Hammarby IF | Švedska liga | 51/52  |    |           | 7         |           | 7         |           |           |   |          |          |          |          |          |          |
| Hammarby IF | Švedska liga | 55/56  |    |           | 3         |           | 3         |           |           |   |          |          |          |          |          |          |
| Skupaj      |              |        |    |           | 74        |           | 74        |           |           |   |          |          |          |          |          |          |